# الساعدي القذافي
الساعدي معمر محمد أبو منيار القذافي النجل الثالث للزعيم الليبي معمر القذافي ومعاون أمر ركن الوحدات الأمنية، كما أنه لاعب كرة قدم ينشط في مركز المهاجم. كان لكتيبته ضلوع في سعي والده إلى إخماد ثورة 17 فبراير التي بدأت سلمية ثم تحولت إلى مسلحة وأدت إلى نشوب عديد المعارك بين الثوار وكتائب القذافي وبعد نشوب الحرب في ليبيا هرب الساعدي القذافي إلى النيجر وفي يوم 6 -3-2014 ثم تسليمه للسلطات الليبية، برئته المحكمة من تهم القمع الدموي للمحتجين، وافرج عنه الى اسطنبول عام 2021.

## نشاط الكتيبة
سياسة القذافي الأمنية سعت إلى وضع مقاليد الجيش والقوات المسلحة في يد أبنائه وأقاربه، وجريا على هذا النهج كلف الساعدي بمعاون أمر ركن الوحدات الأمنية. إبان ثورة 17 فبراير كانت كتيبة الساعدي إلى جانب بقية كتائب القذافي السلاح الذي استعمله معمر القذافي ضد شعب ليبيا ردا على ثورتهم في وجه نظامه. فقاتلت كتيبة الساعدي الثوار في عدة جبهات كان أحسمها معركة بنغازي الثانية حينما وصلت الكتائب إلى مشارف بنغازي وأطبقت حصارا على المدينة التي تعد أقوى معاقل الثوار وأمنعها وأحصنها ومقر المجلس الوطني الانتقالي لكن الجهد السياسي الدولي تكلل بصدور قرار مجلس الامن الدولي رقم 1973 الذي خول دول العالم تشكيل ائتلاف حربي وفرض حظر جوي فوق ليبيا لحماية المدنين من نير الكتائب. ونالت القوات المتمركزة حول بنغازي وقت بدء الضربة الجوية أوفر النصيب من القصف الجوي الفرنسي الذي صادف ساعة استراحة جنود الكتائب ما أوقع خسائر فادحة بكتيبة الساعدي وبقية الكتائب وأنقذ بنغازي من معركة عنيفة كانت تلوح في الأفق.

## نشاطه الكروي
انضم الساعدي إلى عديد أندية كرة القدم الإيطالية سواء في الدرجتين الأولى أو الثانية. وكذلك قد تولى رئاسة نادي أهلي طرابلس وتنقل حينما كان ينشط كروياً في إيطاليا بين بيروجيا الذي لعب له 15 دقيقة ضد يوفنتوس، أوقف بعدها ثلاثة شهور لثبوت معاقرته الناندرولون، ثم توجه إلى أودينيزي الذي لعب له 20 دقيقة وسامبدوريا لكنه لم يحرز أي هدف في إيطاليا طوال أربع سنين هي مدة مكثه في إيطاليا، وخلال إقامته في بيروجيا، عرفت عنه حياة البذخ حيث استأجر طابقاً كاملاً لنفسه في أفخم فنادق المدينة حاجزاً لكلبه غرفة ولسائق النادي غرفة كذلك. وقبل ذهابه إلى إيطاليا كان قد لعب في الأهلي الطرابلسي وأحرز له ثلاثة أهداف وكذلك نادي الاتحاد وأحرز له عشرين هدفاً. وعلى الصعيد الرياضي الوطني، شارك الساعدي في 18 مباراة مع منتخب ليبيا لكرة القدم وأحرز في المقابل هدفين اثنين. كما ترأس الاتحاد الليبي لكرة القدم وقدم ملفاً للفيفا طالباً استضافة كأس العالم 2010 لكن الملف لم يحصد أي قبول من لدن الفيفا.

## الدموية الكروية
كان الساعدي المشجع الأول لنادي الاهلي طرابلس والرئيس الفخري له في الفترة التي لعب فيها للاهلي، وفي موسم 95\96 كانت مباراة بين الأهلي والاتحاد والتي تعد قمة الكرة الليبية، نجح الاهلي في التغلب على فريق الاتحاد بهدف مقابل صفر، ونزل الساعدي إلى الميدان وبدأ جمهور الاهلي في الاحتفال بالفوز وبدأ جمهور فريق الاتحاد في الخروج من المدرجات وفجأة بدأ أفراد من الكتيبة الأمنية المتواجدة في الملعب إطلاق النار على الجمهور مما أودى بحياة 60 شخصاً وإصابة الكثير، ونظرا لعدم وجود تغطية إعلامية والتكتم على الحادث من قبل الحكومة، لم يعرف السبب الرئيسي حينها، ولكن الاسباب كانت لفض النزاع بين نجلي القذافي (محمد والساعدي) لتشجيع محمد للاتحاد والساعدي للاهلي وكانت الحادثة المدبرة من قبل القذافي سبب في نزول الاهلي والاتحاد للدرجة الثانية ولم يتردد القذافي في التضحية بالليبيين في سبيل فض نزاع الاخوان. كما ترددت معطيات أن الساعدي من كان وراء تصفية نجم كرة القدم بشير الرياني لاعب ومدرب فريق الاتحاد بعد تعذيبه والتنكيل به إثر تصريحه بإن الساعدي لا يملك موهبة لاعب الكرة، وخطفه وسجن وتعذيبه لعدة لاعبين لرفضهم اللعب للأهلي في تلك الفترة ومنهم اللاعب خالد الشبلي.
وعندما ترأس الساعدي نادي أهلي طرابلس كان النادي في حاجة إلى نقاط الفوز أمام نادي الاهلي بنغازي للظفر بالبطولة، فقام الساعدي بإجبار الحكام والمدربين على هزيمة أهلي بنغازي وإسقاطه للدرجة الثانية الأمر الذي دفع ببعض مشجعيه إلى الاحتجاج وسب الساعدي، فقرر من جهته حل النادي والقبض على هؤلاء الفتية وإنزال أحكام قاسية بحقهم وصلت إلى الإعدام.

## روابط خارجية
- الساعدي القذافي على موقع قاعدة بيانات كرة القدم.إي يو (الإنجليزية)
- الساعدي القذافي على موقع ناشيونال فوتبول تيمز (الإنجليزية)
- الساعدي القذافي على موقع عالم كرة القدم.نت (الإنجليزية)
- الساعدي القذافي على موقع IMDb (الإنجليزية)
- الساعدي القذافي على موقع أول موفي (الإنجليزية)
- الساعدي القذافي على موقع كينوبويسك (الروسية)